# Гусєв Іван Олексійович
Гусєв Іван Олексійович (15 січня 1922 року, село Сабанчеєво, нині Атяшевського району Республіки Мордовія — 12 липня 1943 року село Петровка Прохоровського району Бєлгородської області) — учасник Другої світової війни, командир взводу 2-го танкового батальйону 181-ї танкової бригади 18-го танкового корпусу. Ерзянин.

## Біографічні дані
З 1929 року навчався в Сабанчеївській семирічній школі, яку закінчив у 1936 році. У 1940 році закінчив Ічалківське педагогічне училище (в селі Кемля). В цьому ж році вступив до П'ятигорського педагогічного інституту. Уже в період війни пройшов курс навчання у Камишинському танковому училищі, отримавши звання лейтенанта.

## Опис подвигу
У травні 1943 року прибуває до 181-ї окрему танкову бригаду 18-го танкового корпусу. 12 липня 1943 року неподалік радгоспу «Жовтневий» Прохорівского району екіпаж танку «Т-34» на чолі з лейтенантом Іваном Гусєвим зробив танковий таран на Курській дузі. Бойова машина «Т-34» йшла на граничній швидкості, ламаючи вузол опору ворога. Танкісти вправно маневрували і стріляли. За кілька годин бою екіпажем лейтенанта Гусєва було підбито 2 ворожих танки «Тигр», знищено 3 вогневі точки супротивника, десятки ворожих солдатів і офіцерів. В бою лейтенанта Гусєва було поранено, танк підбито. Молодий офіцер, задихаючись у розпеченому танку, продовжував бити по «тиграх». Після повернення механіка-водія в танк, вони розвинули високу швидкість і врізалися у «Тигра», що насувався на радянські позиції. Ціною власного життя екіпаж танка врятував товаришів і забезпечив подальший успіх військової операції. Ворог був зупинений, розпочалася панічна втеча гітлерівців.

## Цікаві факти
Відповідно до джерел, 15 липня 1943 року командування 2-го батальйону представило лейтенанта Гусєва і старшого сержанта Ніколаєва за здійснений героїчний подвиг до звання Героя Радянського Союзу (посмертно). Натомість російський історик Валерій Замулін стверджує, що на нього не було складено не тільки нагородного листа, але навіть у жодному документі не зазначається, що лейтенант знаходився в танку в момент тарану. Можливим поясненням, чому про героя, що, ймовірно, здійснив перший танковий таран в історії Другої світової війни «забули», може бути соціальне походження Гусєва — він був сином розкуркулених селян. За даними Замуліна, 11 березня 1985 року Указом Президії Верховної Ради СРСР його було посмертно нагороджено орденом Вітчизняної війни I ступеня, за іншими джерелами це сталося на 10 років пізніше згідно з Наказом Міністерства оборони РФ.
Його ім'я носить дитяча організація Сабанчеївської середньої школи, в рідній школі створено музей Івана Гусєва.